# Pycnonotus atriceps
El bulbul cabecinegro (Pycnonotus atriceps) es una especie de ave paseriforme de la familia Pycnonotidae. Está ampliamente distribuido en Asia, encontrándose en Bangladés, Brunéi, Camboya, China, India, Indonesia, Laos,  Malasia, Birmania, Filipinas, Singapur, Tailandia y  Vietnam.

## Subespecies
Se reconocen las siguientes subespecies:
- Pycnonotus atriceps atriceps
- Pycnonotus atriceps fuscoflavescens
- Pycnonotus atriceps hyperemnus
- Pycnonotus atriceps baweanus
- Pycnonotus atriceps hodiernus